# Parroquia de Christ Church (Barbados)
La parroquia de Christ Church es una de las divisiones administrativas de Barbados, está situada en el extremo sur de la isla.
A Christ Church le corresponden 5 escaños en la Asamblea de Barbados. En esta parroquia se encuentran las ciudades de Oistins y Hastings.
- Datos: Q1626524
- Multimedia: Christ Church, Barbados / Q1626524